# Reproche tendre
Reproche tendre, op. 49, est une mélodie de la compositrice Mel Bonis, datant de 1901.

## Composition
Mel Bonis compose son Reproche tendre sur une poésie de son amant Amédée-Louis Hettich en 1901. L'œuvre, dédiée à Paul Daraux, est publiée la même année aux éditions Leduc. Elle est rééditée en 2005 puis en 2014 par les éditions Armiane.

## Analyse
La poésie est tirée du recueil des Vers à chanter d'Amédée-Louis Hettich.

## Réception
Reproche tendre est interprété en 1909 par Jane Arger.

## Sources
- Étienne Jardin, Mel Bonis (1858-1937) : parcours d'une compositrice de la Belle Époque, 2020 (ISBN 978-2-330-13313-9 et 2-330-13313-8, OCLC 1153996478, lire en ligne)